# Ліга чемпіонів КАФ
Ліга чемпіонів КАФ — щорічне змагання футбольних клубів, що проводиться під егідою КАФ. До цього турніру запрошуються найкращі клуби Африканських футбольних ліг, і він є найголовнішим футбольним клубним змаганням Африки. За вимогою спонсора турнір має офіційну назву Orange Ліга Чемпіонів КАФ.

## Історія турніру
Незважаючи на те, що до 1981 року пінічноафриканські клуби лише двічі вигравали цей кубок — єгипетський Аль-Ісмаїлі у 1969 році та алжирський МС Алжир у 1976 році — з цього року північно-африканські клуби починають домінувати у цьому турнірі.
Це особливо пов'язано з грою двох єгипетських грандів непримиренних суперників з міста Каїр — Аль-Замалек та Аль-Аглі. Каїрські «Червоні дияволи» Аль-Аглі виграли цей турнір рекордну кількість разів: 10 — у 1982, 1987, 2001, 2005, 2006, 2008, 2012, 2013, 2020 та 2021 роках. А також каїрські «Білі Лицарі» — Аль-Замалек лише п'ять разів — 1984, 1986, 1993, 1996 та 2002 роках.

## Список переможців
| Клуб                | Перемоги | Фіналісти | Роки перемог                                                           | Роки програних фіналів       |
| ------------------- | -------- | --------- | ---------------------------------------------------------------------- | ---------------------------- |
| «Аль-Аглі»          | 12       | 5         | 1982, 1987, 2001, 2005, 2006, 2008, 2012, 2013, 2020, 2021, 2023, 2024 | 1983, 2007, 2017, 2018, 2022 |
| «ТП Мазембе»        | 5        | 2         | 1967, 1968, 2009, 2010, 2015                                           | 1969, 1970                   |
| «Замалек»           | 5        | 3         | 1984, 1986, 1993, 1996, 2002                                           | 1994, 2016, 2020             |
| Есперанс            | 4        | 5         | 1994, 2011, 2018, 2019                                                 | 1999, 2000, 2010, 2012, 2024 |
| «Відад»             | 3        | 3         | 1992, 2017, 2022                                                       | 2011, 2019, 2023             |
| «Гафія»             | 3        | 2         | 1972, 1975, 1977                                                       | 1976, 1978                   |
| «Раджа»             | 3        | 1         | 1989, 1997, 1999                                                       | 2002                         |
| «Канон Яунде»       | 3        | 0         | 1971, 1978, 1980                                                       | -                            |
| «Асанте Котоко»     | 2        | 5         | 1970, 1983                                                             | 1967, 1971, 1973, 1982, 1993 |
| ЖС Кабілі           | 2        | 0         | 1981, 1990                                                             | -                            |
| «ЕС Сетіф»          | 2        | 0         | 1988, 2014                                                             | -                            |
| «Еньїмба»           | 2        | 0         | 2003, 2004                                                             | -                            |
| «Гартс оф Оук»      | 1        | 2         | 2000                                                                   | 1977, 1979                   |
| «Етуаль дю Сахель»  | 1        | 2         | 2007                                                                   | 2004, 2005                   |
| «Віта»              | 1        | 2         | 1973                                                                   | 1981, 2014                   |
| «Ісмайлі»           | 1        | 1         | 1969                                                                   | 2003                         |
| «Орландо Пайретс»   | 1        | 1         | 1995                                                                   | 2013                         |
| «АСЕК Мімозас»      | 1        | 1         | 1998                                                                   | 1995                         |
| «Мамелоді Сандаунз» | 1        | 1         | 2016                                                                   | 2001                         |
| «Орікс Дуала»       | 1        | 0         | 1965                                                                   | -                            |
| «Стад д'Абіджан»    | 1        | 0         | 1966                                                                   | -                            |
| «КАРА Браззавіль»   | 1        | 0         | 1974                                                                   | -                            |
| «МК Алжир»          | 1        | 0         | 1976                                                                   | -                            |
| «Уніон Дуала»       | 1        | 0         | 1979                                                                   | -                            |
| «ФАР»               | 1        | 0         | 1985                                                                   | -                            |
| «Клуб Африкен»      | 1        | 0         | 1991                                                                   |                              |